# HD27376
HD27376 — подвійна зоря. 
Ця подвійна система має видиму зоряну величину в смузі V приблизно 4,0.
Вона розташована на відстані близько 178,5 світлових років від Сонця.

## Подвійна зоря
Головна зоря цієї системи належить до хімічно пекулярних зір й має спектральний клас B9.
В той же час спектральний клас іншої компоненти залишається  ще не визначеним.

## Пекулярний хімічний вміст
HD27376 належить до ртутно-манганових зір й її зоряна атмосфера має підвищений вміст Hg та Mn.

## Магнітне поле
Спектр даної зорі вказує на наявність магнітного поля у її зоряній атмосфері.
Напруженість повздовжної компоненти поля оціненої з аналізу
наявних ліній металів
становить  266,9± 292,6 Гаус.